# Islande aux Jeux européens de 2015
L’Islande a participé aux Jeux européens de 2015 à Bakou avec une délégation de 11 personnes dans 6 sports différents, mais n'a remporté aucune médaille.